# Élections générales espagnoles d'avril 2019 en Andalousie
Les élections générales espagnoles d'avril 2019 (en espagnol : Elecciones generales de España de abril de 2019) se tiennent le dimanche 28 avril 2019 afin d'élire les 350 députés et 208 des 266 sénateurs de la XIIIe législature des Cortes Generales. 61 députés sont élus en Andalousie.

## Résultats
| Parti                  | Parti                                                   | Voix      | %     | +/-           | Sièges | +/-           |  |
| ---------------------- | ------------------------------------------------------- | --------- | ----- | ------------- | ------ | ------------- |  |
|                        | Parti socialiste ouvrier espagnol (PSOE)                | 1 568 682 | 34,22 | 3,02          | 24     | 4             |  |
|                        | Ciudadanos (Cs)                                         | 811 562   | 17,70 | 4,11          | 11     | 4             |  |
|                        | Parti populaire (PP)                                    | 787 384   | 17,18 | 16,35         | 11     | 12            |  |
|                        | Unidas Podemos (UP)                                     | 654 944   | 14,29 | 4,33          | 9      | 2             |  |
|                        | Vox                                                     | 612 921   | 13,37 | 13,17         | 6      | 6             |  |
|                        | Parti animaliste contre la maltraitance animale (PACMA) | 62 027    | 1,35  | 0,11          | 0      | en stagnation |  |
|                        | Andalousie par elle-même (AxSi)                         | 11 407    | 0,25  | Nv.           | 0      | en stagnation |  |
|                        | Recortes Cero-Grupo Verde (RC-GV)                       | 7 826     | 0,17  | en stagnation | 0      | en stagnation |  |
|                        | Parti communiste ouvrier espagnol (PCOE)                | 5 645     | 0,12  | 0,08          | 0      | en stagnation |  |
|                        | Parti communiste du peuple andalou (PCPA)               | 4 697     | 0,10  | 0,03          | 0      | en stagnation |  |
|                        | Autres partis                                           | 13 899    | 0,30  | -             | 0      | -             |  |
|                        | Vote blanc                                              | 43 084    | 0,94  | en stagnation |        |               |  |
|                        |                                                         |           |       |               |        |               |  |
| Suffrages exprimés     | Suffrages exprimés                                      | 4 584 078 | 98,68 |               |        |               |  |
| Votes nuls             | Votes nuls                                              | 61 295    | 1,32  |               |        |               |  |
| Total                  | Total                                                   | 4 645 373 | 100   | -             | 61     | en stagnation |  |
| Abstention             | Abstention                                              | 1 917 532 | 29,22 |               |        |               |  |
| Inscrits/Participation | Inscrits/Participation                                  | 6 562 905 | 70,78 |               |        |               |  |

### Résultats par provinces

#### Almería
| Parti                  | Parti                                                   | Voix    | %     | +/-   | Sièges | +/-           |  |
| ---------------------- | ------------------------------------------------------- | ------- | ----- | ----- | ------ | ------------- |  |
|                        | Parti socialiste ouvrier espagnol (PSOE)                | 98 924  | 30,15 | 2,44  | 2      | en stagnation |  |
|                        | Parti populaire (PP)                                    | 73 952  | 22,54 | 20,44 | 2      | 1             |  |
|                        | Vox                                                     | 62 648  | 19,09 | 18,95 | 1      | 1             |  |
|                        | Ciudadanos (Cs)                                         | 56 268  | 17,15 | 3,49  | 1      | en stagnation |  |
|                        | Unidas Podemos (UP)                                     | 28 934  | 8,82  | 4,41  | 0      | en stagnation |  |
|                        | Parti animaliste contre la maltraitance animale (PACMA) | 3 452   | 1,05  | 0,17  | 0      | en stagnation |  |
|                        | Sièges en blanc (EB)                                    | 536     | 0,16  | 0,05  | 0      | en stagnation |  |
|                        | Recortes Cero-Grupo Verde (RC-GV)                       | 412     | 0,13  | 0,02  | 0      | en stagnation |  |
|                        | Parti communiste du peuple andalou (PCPA)               | 353     | 0,11  | 0,02  | 0      | en stagnation |  |
|                        | Por un Mundo más Justo (PUM+J)                          | 335     | 0,10  | Abs.  | 0      | en stagnation |  |
|                        | Vote blanc                                              | 2 283   | 0,70  | 0,02  |        |               |  |
|                        |                                                         |         |       |       |        |               |  |
| Suffrages exprimés     | Suffrages exprimés                                      | 328 097 | 99,12 |       |        |               |  |
| Votes nuls             | Votes nuls                                              | 2 918   | 0,88  |       |        |               |  |
| Total                  | Total                                                   | 331 015 | 100   | -     | 6      | en stagnation |  |
| Abstention             | Abstention                                              | 169 548 | 33,87 |       |        |               |  |
| Inscrits/Participation | Inscrits/Participation                                  | 500 563 | 66,13 |       |        |               |  |

#### Cadix
| Parti                  | Parti                                                   | Voix      | %     | +/-           | Sièges | +/-           |  |
| ---------------------- | ------------------------------------------------------- | --------- | ----- | ------------- | ------ | ------------- |  |
|                        | Parti socialiste ouvrier espagnol (PSOE)                | 210 131   | 31,48 | 2,98          | 3      | en stagnation |  |
|                        | Ciudadanos (Cs)                                         | 131 567   | 19,71 | 5,41          | 2      | 1             |  |
|                        | Unidas Podemos (UP)                                     | 110 807   | 16,60 | 4,62          | 2      | en stagnation |  |
|                        | Parti populaire (PP)                                    | 99 394    | 14,89 | 17,41         | 1      | 2             |  |
|                        | Vox                                                     | 87 438    | 13,10 | 12,90         | 1      | 1             |  |
|                        | Parti animaliste contre la maltraitance animale (PACMA) | 11 079    | 1,66  | 0,08          | 0      | en stagnation |  |
|                        | Andalousie par elle-même (AxSi)                         | 4 284     | 0,64  | Nv.           | 0      | en stagnation |  |
|                        | Parti communiste ouvrier espagnol (PCOE)                | 2 224     | 0,33  | Nv.           | 0      | en stagnation |  |
|                        | Recortes Cero-Grupo Verde (RC-GV)                       | 1 620     | 0,24  | 0,01          | 0      | en stagnation |  |
|                        | Parti communiste du peuple andalou (PCPA)               | 812       | 0,12  | en stagnation | 0      | en stagnation |  |
|                        | Vote blanc                                              | 8 206     | 1,23  | 0,10          |        |               |  |
|                        |                                                         |           |       |               |        |               |  |
| Suffrages exprimés     | Suffrages exprimés                                      | 667 562   | 98,76 |               |        |               |  |
| Votes nuls             | Votes nuls                                              | 8 350     | 1,24  |               |        |               |  |
| Total                  | Total                                                   | 675 912   | 100   | -             | 9      | en stagnation |  |
| Abstention             | Abstention                                              | 324 125   | 32,41 |               |        |               |  |
| Inscrits/Participation | Inscrits/Participation                                  | 1 000 037 | 67,59 |               |        |               |  |

#### Cordoue
| Parti                  | Parti                                                   | Voix    | %     | +/-           | Sièges | +/-           |  |
| ---------------------- | ------------------------------------------------------- | ------- | ----- | ------------- | ------ | ------------- |  |
|                        | Parti socialiste ouvrier espagnol (PSOE)                | 163 000 | 34,41 | 3,24          | 2      | en stagnation |  |
|                        | Parti populaire (PP)                                    | 89 203  | 18,83 | 15,58         | 1      | 1             |  |
|                        | Ciudadanos (Cs)                                         | 79 978  | 16,88 | 4,52          | 1      | en stagnation |  |
|                        | Unidas Podemos (UP)                                     | 70 427  | 14,87 | 4,17          | 1      | en stagnation |  |
|                        | Vox                                                     | 56 919  | 12,02 | 11,86         | 1      | 1             |  |
|                        | Parti animaliste contre la maltraitance animale (PACMA) | 4 946   | 1,04  | 0,09          | 0      | en stagnation |  |
|                        | Parti communiste ouvrier espagnol (PCOE)                | 1 233   | 0,26  | 0,12          | 0      | en stagnation |  |
|                        | Parti communiste du peuple andalou (PCPA)               | 816     | 0,17  | 0,02          | 0      | en stagnation |  |
|                        | Sièges en blanc (EB)                                    | 788     | 0,17  | 0,03          | 0      | en stagnation |  |
|                        | Recortes Cero-Grupo Verde (RC-GV)                       | 756     | 0,16  | 0,06          | 0      | en stagnation |  |
|                        | Pour un monde + juste (PUM+J)                           | 469     | 0,10  | Abs.          | 0      | en stagnation |  |
|                        | Parti communiste des travailleurs espagnols (PCTE)      | 426     | 0,09  | Nv.           | 0      | en stagnation |  |
|                        | Vote blanc                                              | 4 755   | 1,00  | en stagnation |        |               |  |
|                        |                                                         |         |       |               |        |               |  |
| Suffrages exprimés     | Suffrages exprimés                                      | 473 716 | 98,53 |               |        |               |  |
| Votes nuls             | Votes nuls                                              | 7 057   | 1,47  |               |        |               |  |
| Total                  | Total                                                   | 480 773 | 100   | -             | 6      | en stagnation |  |
| Abstention             | Abstention                                              | 168 017 | 25,90 |               |        |               |  |
| Inscrits/Participation | Inscrits/Participation                                  | 648 790 | 74,10 |               |        |               |  |

#### Grenade
| Parti                  | Parti                                                   | Voix    | %     | +/-   | Sièges | +/-           |  |
| ---------------------- | ------------------------------------------------------- | ------- | ----- | ----- | ------ | ------------- |  |
|                        | Parti socialiste ouvrier espagnol (PSOE)                | 177 478 | 33,88 | 2,94  | 3      | 1             |  |
|                        | Parti populaire (PP)                                    | 96 588  | 18,44 | 16,84 | 1      | 2             |  |
|                        | Ciudadanos (Cs)                                         | 90 935  | 17,36 | 3,88  | 1      | en stagnation |  |
|                        | Vox                                                     | 73 914  | 14,11 | 13,91 | 1      | 1             |  |
|                        | Unidas Podemos (UP)                                     | 71 466  | 13,64 | 4,13  | 1      | en stagnation |  |
|                        | Parti animaliste contre la maltraitance animale (PACMA) | 5 804   | 1,11  | 0,04  | 0      | en stagnation |  |
|                        | Parti des retraités pour le futur (JF)                  | 876     | 0,17  | Nv.   | 0      | en stagnation |  |
|                        | Andalousie par elle-même (AxSi)                         | 779     | 0,15  | Nv.   | 0      | en stagnation |  |
|                        | Recortes Cero-Grupo Verde (RC-GV)                       | 630     | 0,12  | 0,04  | 0      | en stagnation |  |
|                        | Pour un monde + juste (PUM+J)                           | 624     | 0,12  | Abs.  | 0      | en stagnation |  |
|                        | Autres partis                                           | 1 021   | 0,19  | -     | 0      | -             |  |
|                        | Vote blanc                                              | 3 728   | 0,71  | 0,01  |        |               |  |
|                        |                                                         |         |       |       |        |               |  |
| Suffrages exprimés     | Suffrages exprimés                                      | 523 843 | 98,55 |       |        |               |  |
| Votes nuls             | Votes nuls                                              | 7 709   | 1,45  |       |        |               |  |
| Total                  | Total                                                   | 531 552 | 100   | -     | 7      | en stagnation |  |
| Abstention             | Abstention                                              | 221 439 | 29,41 |       |        |               |  |
| Inscrits/Participation | Inscrits/Participation                                  | 752 991 | 70,59 |       |        |               |  |

#### Huelva
| Parti                  | Parti                                                   | Voix    | %     | +/-   | Sièges | +/-           |  |
| ---------------------- | ------------------------------------------------------- | ------- | ----- | ----- | ------ | ------------- |  |
|                        | Parti socialiste ouvrier espagnol (PSOE)                | 97 766  | 36,95 | 1,11  | 2      | en stagnation |  |
|                        | Parti populaire (PP)                                    | 44 909  | 16,97 | 16,37 | 1      | 1             |  |
|                        | Ciudadanos (Cs)                                         | 44 842  | 16,95 | 5,28  | 1      | 1             |  |
|                        | Unidas Podemos (UP)                                     | 34 396  | 13,00 | 3,28  | 1      | en stagnation |  |
|                        | Vox                                                     | 33 920  | 12,82 | 12,66 | 0      | en stagnation |  |
|                        | Parti animaliste contre la maltraitance animale (PACMA) | 3 182   | 1,20  | 0,04  | 0      | en stagnation |  |
|                        | Parti communiste ouvrier espagnol (PCOE)                | 871     | 0,33  | Nv.   | 0      | en stagnation |  |
|                        | Andalousie par elle-même (AxSi)                         | 856     | 0,32  | Nv.   | 0      | en stagnation |  |
|                        | Recortes Cero-Grupo Verde (RC-GV)                       | 646     | 0,24  | 0,05  | 0      | en stagnation |  |
|                        | Parti communiste du peuple andalou (PCPA)               | 272     | 0,10  | 0,04  | 0      | en stagnation |  |
|                        | Vote blanc                                              | 2 909   | 1,10  | 0,07  |        |               |  |
|                        |                                                         |         |       |       |        |               |  |
| Suffrages exprimés     | Suffrages exprimés                                      | 264 569 | 98,35 |       |        |               |  |
| Votes nuls             | Votes nuls                                              | 4 430   | 1,65  |       |        |               |  |
| Total                  | Total                                                   | 268 999 | 100   | -     | 5      | en stagnation |  |
| Abstention             | Abstention                                              | 128 593 | 32,34 |       |        |               |  |
| Inscrits/Participation | Inscrits/Participation                                  | 397 592 | 67,66 |       |        |               |  |

#### Jaén
| Parti                  | Parti                                                   | Voix    | %     | +/-           | Sièges | +/-           |  |
| ---------------------- | ------------------------------------------------------- | ------- | ----- | ------------- | ------ | ------------- |  |
|                        | Parti socialiste ouvrier espagnol (PSOE)                | 152 932 | 39,53 | 2,14          | 3      | 1             |  |
|                        | Parti populaire (PP)                                    | 75 885  | 19,61 | 15,79         | 1      | 1             |  |
|                        | Ciudadanos (Cs)                                         | 61 413  | 15,87 | 5,38          | 1      | 1             |  |
|                        | Vox                                                     | 46 934  | 12,13 | 11,96         | 0      | en stagnation |  |
|                        | Unidas Podemos (UP)                                     | 40 880  | 10,57 | 3,79          | 0      | 1             |  |
|                        | Parti animaliste contre la maltraitance animale (PACMA) | 3 369   | 0,87  | en stagnation | 0      | en stagnation |  |
|                        | Citoyens indépendants de Linares unis (CILU)            | 1 081   | 0,28  | Nv.           | 0      | en stagnation |  |
|                        | Andalousie par elle-même (AxSi)                         | 545     | 0,14  | Nv.           | 0      | en stagnation |  |
|                        | Parti communiste du peuple andalou (PCPA)               | 437     | 0,11  | 0,02          | 0      | en stagnation |  |
|                        | Recortes Cero-Grupo Verde (RC-GV)                       | 401     | 0,10  | 0,02          | 0      | en stagnation |  |
|                        | Autres partis                                           | 515     | 0,13  | -             | 0      | -             |  |
|                        | Vote blanc                                              | 2 524   | 0,65  | 0,04          |        |               |  |
|                        |                                                         |         |       |               |        |               |  |
| Suffrages exprimés     | Suffrages exprimés                                      | 386 916 | 98,68 |               |        |               |  |
| Votes nuls             | Votes nuls                                              | 5 169   | 1,32  |               |        |               |  |
| Total                  | Total                                                   | 392 085 | 100   | -             | 5      | en stagnation |  |
| Abstention             | Abstention                                              | 134 826 | 25,59 |               |        |               |  |
| Inscrits/Participation | Inscrits/Participation                                  | 526 911 | 74,41 |               |        |               |  |

#### Málaga
| Parti                  | Parti                                                   | Voix      | %     | +/-   | Sièges | +/-           |  |
| ---------------------- | ------------------------------------------------------- | --------- | ----- | ----- | ------ | ------------- |  |
|                        | Parti socialiste ouvrier espagnol (PSOE0                | 251 908   | 30,84 | 3,80  | 4      | 1             |  |
|                        | Ciudadanos (Cs)                                         | 159 316   | 19,50 | 3,22  | 2      | en stagnation |  |
|                        | Parti populaire (PP)                                    | 144 562   | 17,70 | 16,67 | 2      | 2             |  |
|                        | Unidas Podemos (UP)                                     | 118 537   | 14,51 | 4,40  | 2      | en stagnation |  |
|                        | Vox                                                     | 114 199   | 13,98 | 13,74 | 1      | 1             |  |
|                        | Parti animaliste contre la maltraitance animale (PACMA) | 15 122    | 1,85  | 0,30  | 0      | en stagnation |  |
|                        | Recortes Cero-Grupo Verde (RC-GV)                       | 1 769     | 0,22  | 0,02  | 0      | en stagnation |  |
|                        | Andalousie par elle-même (AxSi)                         | 1 655     | 0,20  | Nv.   | 0      | en stagnation |  |
|                        | Pour un monde + juste (PUM+J)                           | 1 046     | 0,13  | Nv.   | 0      | en stagnation |  |
|                        | Parti communiste du peuple andalou (PCPA)               | 835       | 0,10  | 0,03  | 0      | en stagnation |  |
|                        | Parti communiste des travailleurs espagnols (PCTE)      | 631       | 0,08  | Nv.   | 0      | en stagnation |  |
|                        | Vote blanc                                              | 7 288     | 0,89  | 0,06  |        |               |  |
|                        |                                                         |           |       |       |        |               |  |
| Suffrages exprimés     | Suffrages exprimés                                      | 816 868   | 98,84 |       |        |               |  |
| Votes nuls             | Votes nuls                                              | 9 606     | 1,16  |       |        |               |  |
| Total                  | Total                                                   | 826 474   | 100   | -     | 11     | en stagnation |  |
| Abstention             | Abstention                                              | 365 367   | 30,66 |       |        |               |  |
| Inscrits/Participation | Inscrits/Participation                                  | 1 191 841 | 69,34 |       |        |               |  |

#### Séville
| Parti                  | Parti                                                   | Voix      | %     | +/-   | Sièges | +/-           |  |
| ---------------------- | ------------------------------------------------------- | --------- | ----- | ----- | ------ | ------------- |  |
|                        | Parti socialiste ouvrier espagnol (PSOE0                | 416 543   | 37,11 | 3,48  | 5      | 1             |  |
|                        | Ciudadanos (Cs)                                         | 187 243   | 16,68 | 3,31  | 2      | 1             |  |
|                        | Unidas Podemos (UP)                                     | 179 497   | 15,99 | 4,79  | 2      | 1             |  |
|                        | Parti populaire (PP)                                    | 162 891   | 14,51 | 14,52 | 2      | 2             |  |
|                        | Vox                                                     | 136 949   | 12,20 | 11,99 | 1      | 1             |  |
|                        | Parti animaliste contre la maltraitance animale (PACMA) | 15 073    | 1,34  | 0,04  | 0      | en stagnation |  |
|                        | Actúa                                                   | 3 567     | 0,32  | Nv.   | 0      | en stagnation |  |
|                        | Andalousie par elle-même (AxSi)                         | 3 288     | 0,29  | Nv.   | 0      | en stagnation |  |
|                        | Recortes Cero-Grupo Verde (RC-GV)                       | 1 592     | 0,14  | 0,05  | 0      | en stagnation |  |
|                        | Pour un monde + juste (PUM+J)                           | 1 527     | 0,14  | Abs.  | 0      | en stagnation |  |
|                        | Parti communiste ouvrier espagnol (PCOE)                | 1 317     | 0,12  | 0,02  | 0      | en stagnation |  |
|                        | Autres partis                                           | 1 629     | 0,15  | -     | 0      | -             |  |
|                        | Vote blanc                                              | 11 391    | 1,01  | 0,08  |        |               |  |
|                        |                                                         |           |       |       |        |               |  |
| Suffrages exprimés     | Suffrages exprimés                                      | 1 122 507 | 98,59 |       |        |               |  |
| Votes nuls             | Votes nuls                                              | 16 056    | 1,41  |       |        |               |  |
| Total                  | Total                                                   | 1 138 563 | 100   | -     | 12     | en stagnation |  |
| Abstention             | Abstention                                              | 405 617   | 26,27 |       |        |               |  |
| Inscrits/Participation | Inscrits/Participation                                  | 1 544 180 | 73,73 |       |        |               |  |